# جون برترام (مهندس معماري)
جون برترام (بالإنجليزية: John Bertram)‏ هو مهندس معماري أمريكي، ولد في 28 يوليو 1966.